# Línea 103 (Montevideo)
La línea 103 es una línea urbana de Montevideo que une la Ciudad Vieja con Los Aromos, precisamente el kilómetro 23 de la Ruta 8.

## Características

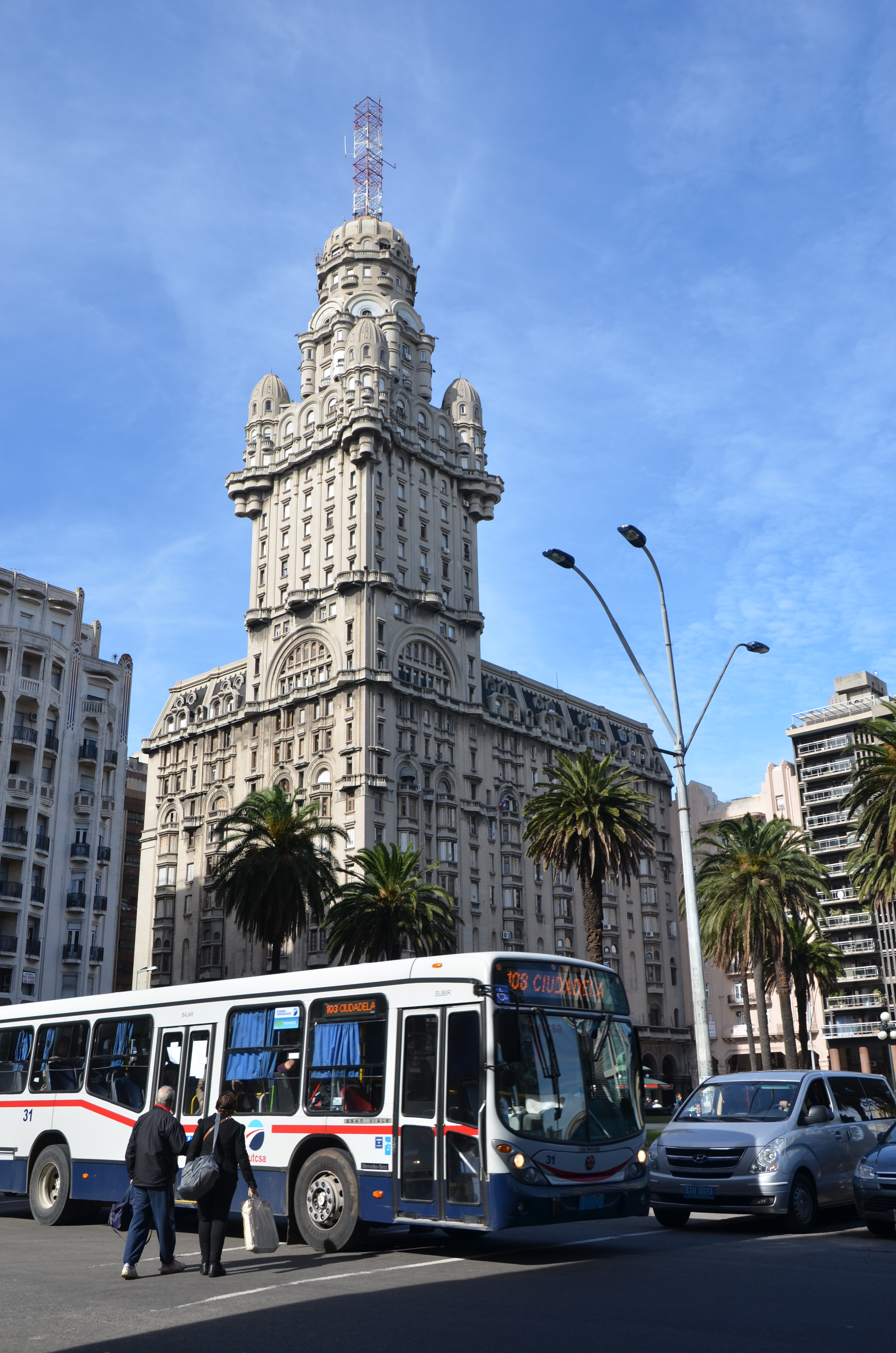
Línea 103 en la Plaza Independencia

Tiene como antecedente a los servicios prestados en la entonces Cooperativa de Ómnibus Línea A, empresa predecesora de la Compañía Uruguaya del Transporte Colectivo. A mediados de 1928 la cooperativa de Ómnibus Línea A comenzó a operar la línea Ab entre la Aduana y Punta de Rieles, la cual a partir de 1937 y con la fundación de la compañía Cutcsa recibió la denominación actual de línea 103. Si bien desde un principio su recorrido era hacia Punta de Rieles, el mismo se fue extendiendo hasta llegar hacia Villa García, teniendo como destino la Plaza de las Carretas. En los años sesenta se creó una extensión hacía Barros Blancos denominada como 203, la cual posteriormente fue absorbida por la línea 103, siendo su actual destino hacia la zona de Los Aromos, en la ciudad homónima.
Entre el año 2017 y fines del 2020 contó con un servicio semidirecto (103SD) con alrededor de diez salidas en la mañana y diez en la tarde entre la Plaza España y Los Aromos.  En 2020 dicho servicio fue suprimido.
En la actualidad además de sus destinos de cabecera y mayormente utilizados: Plaza Independencia y Los Aromos (kilómetro 23 de la Ruta 8) la línea cuanta con los siguientes destinos intermedios:

### Ida
- Ciudad Vieja
- Plaza España
- Bulevar Artigas
- Aduana (nocturno)

### Vuelta
- Cárcel de Punta de Rieles

- Plaza Don Bosco
- Villa García
- El Monarca servicio que parte desde Villa García. Cada una hora este servicio entra hacia al barrio el Monarca y regresa al punto de partida mediante circuito.[2]

### Destinos especiales
- Plaza de Cagancha
- Avenida 18 de Julio y Ejido
- Avenida 18 de Julio y Fernández Crespo
- Avenida Luis Alberto de Herrera
- Intercambiador Belloni
- Camino Maldonado y Libia
- Punta de Rieles
- Cárcel de Punta de Rieles: servicio que opera una vez diaria, desde la Ciudad Vieja hacia los complejos penitenciarios del barrio de Punta de Rieles.
- Zonamerica: servicio que opera durante los días de encuentros deportivos en el Estadio Campeón del Siglo.

### Destinos suprimidos

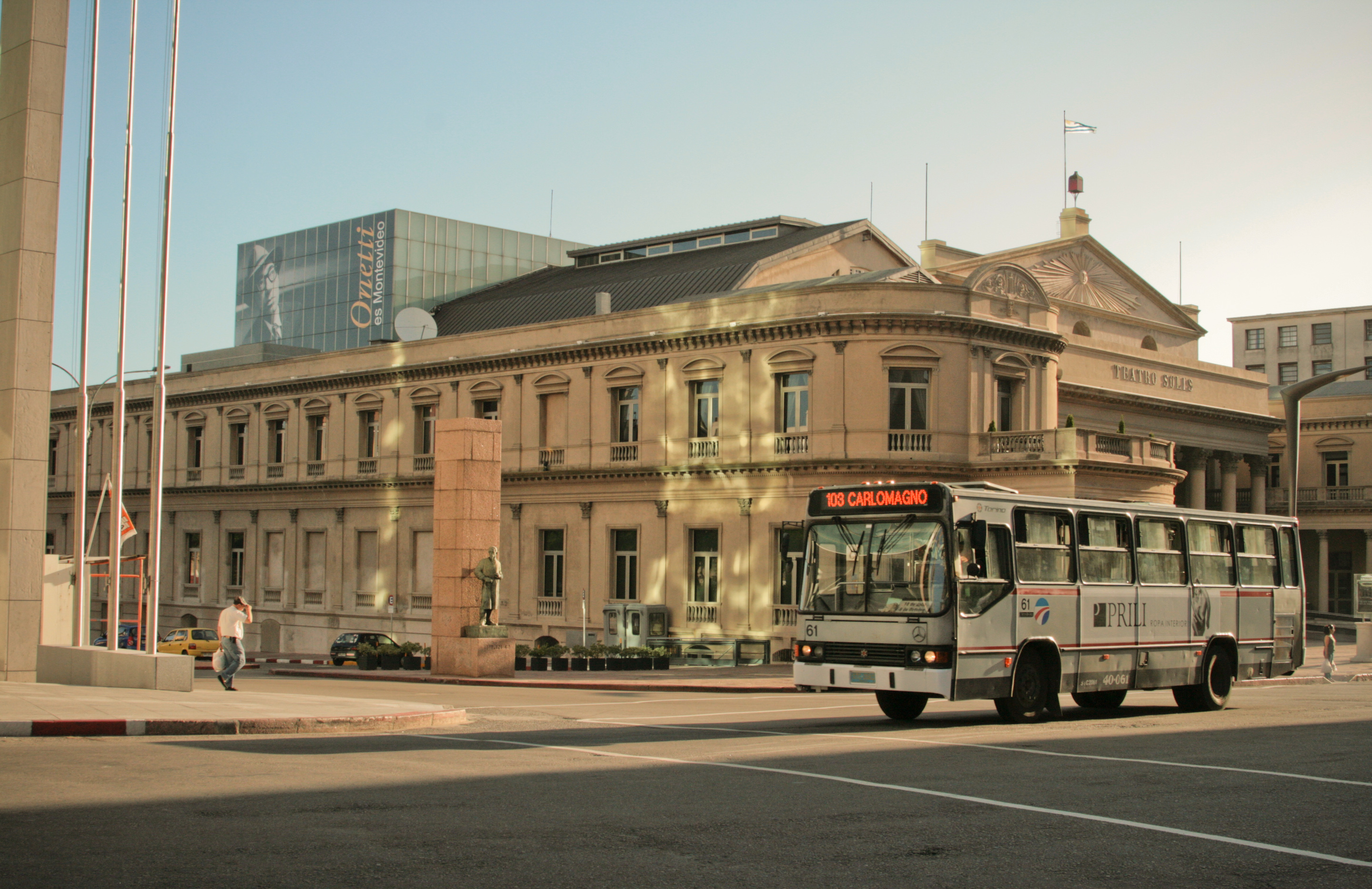
La línea 103 con destino a Carlomagno

Hasta el año 2019 funcionó un destino intermedio hacia Carlomagno, destino que a pesar de que dicha calle fue renombrada como Susana Pintos, continuó teniendo dicha denominación. El recorrido iniciaba en la Ciudad Vieja para culminar en Carlomagno, aunque posteriormente  se determinó que partiera desde el Intercambiador Belloni hacia Carlomagno. En el año 2020 fue definitivamente suprimido y sustituido por las líneas, línea L46 en la ida y línea L36 en la vuelta. A su vez, todos los años, durante las semanas de turismo y con motivo de la celebración de la criolla del Parque Roosevelt brindaba un servicio especial hacia el mismo, el cual dejó de realizarse en 2016.

## Recorrido habitual
En ambos sentidos circula por los barrios  Ciudad Vieja, Centro, Cordón, Unión, Curva de Maroñas, Flor de Maroñas,  Jardines del Hipódromo, Bella Italia, Punta de Rieles, Villa Don Bosco, Villa García y Los Aromos.
| - Ciudad Vieja - Camacua - Brecha - Buenos Aires - Plaza Independencia - Avenida 18 de Julio - Avenida 8 de Octubre - Andén 5 (Intercambiador Belloni) - Camino Maldonado - Ruta 8 - Los Aromos | - Ruta 8 - Camino Maldonado - Andén 8 (Intercambiador Belloni) - Avenida 8 de Octubre - Avenida 18 de Julio - Plaza Independencia - Juncal - Liniers - Camacuá - Plaza España |